# استفاده از دانش در جامعه

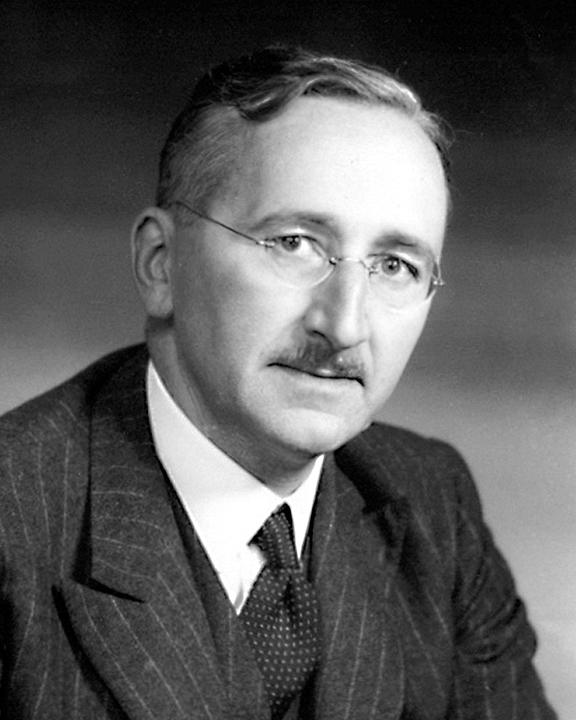
پرتره فریدریش هایک

استفاده از دانش در جامعه (به انگلیسی: The Use of Knowledge in Society) مقاله‌ای علمی نوشتهٔ اقتصاددان، فریدریش آوگوست فون هایک است که اول بار در شمارهٔ سپتامبر ۱۹۴۵ ژورنال دی امریکن اکنامیک ریویو به چاپ رسید. این مقاله که به عنوان جوابی در برابر اقتصاددان دیگری به نام اسکار لانگه و حمایت او از اقتصاد برنامه‌ریزی شده نوشته‌شد، از جمله دوازده مقاله‌ای بود که در مجموعهٔ فردگرایی و نظم اقتصادی در ۱۹۴۸ به چاپ رسید.

## استدلال
مقالهٔ هایک با تأکید بر ماهیت پویا و ارگانیک قیمت و مزایای این پدیده، علیه ایجاد یک هیئت مرکزی قیمت‌گذاری (که مورد حمایت لانگه بود) استدلال می‌کرد. او اظهار می‌کرد که بازاری که به طور متمرکز برنامه‌ریزی شده باشد هرگز به کارایی یک بازار باز نخواهد رسید زیرا هر فرد تنها بخش کوچکی از همهٔ آنچه را که به طور جمعی شناخته شده، می‌داند. یک اقتصاد نامتمرکز به این دلیل ماهیت پراکندهٔ نشر اطلاعات در سراسر جامعه را تکمیل می‌کند. به بیان هایک، «شگفتی در این است که در موردی نظیر کمیابی یک مادهٔ خام، بدون صدور سفارش، بدون این که شاید بیش از اندک افرادی دلیل آن را بدانند، ده‌ها هزار نفر که هویت شان را با ماه‌ها تحقیق نمی‌توان معلوم کرد، وادار به صرفه‌جویی در مصرف ماده یا محصولات آن می‌شوند؛ یعنی در جهت درست حرکت می‌کنند.» مقاله مفاهیم تعادل فردی و عقیدهٔ هایک در خصوص شکاف بین اطلاعاتی که مفید و عملی است در برابر اطلاعاتی که صرفاً علمی و نظری است را هم مورد بحث قرارمی‌دهد.

## واکنش‌ها
استفاده از دانش در جامعه به دلیل جو سیاسی آن دوره، با برخورد ضعیف دیگر اقتصاددانان مواجه شد و نقدها آن را بیش از حد بی‌اهمیت دانستند. به دلیل این حاصل نا امید کننده، هایک تا آخر دهه ۱۹۴۰ دیگر جریان اصلی جامعه اقتصادی را هدف نوشته‌هایش قرار نداد. در دهه ۱۹۶۰، این نظرات بیشتر قابل تحمل شده بودند؛ امروز بسیاری از آن‌ها به عنوان اصول اصلی اقتصادی پذیرفته شده‌اند. به طور مشخص استدلال اصلی نوشته که نوسانات قیمت بازار باعث توزیع کارامد منابع می‌شود که این مورد پذیرش اغلب اقتصاددانان مدرن قرار گرفته است. در سال ۲۰۱۱ استفاده از دانش در جامعه، به عنوان یکی از بیست مقالهٔ برتر منتشر شده در دی امریکن اکنامیک ریویو در قرن بیستم برگزیده‌شد.

## اثرگذاری
جیمی ویلز از استفاده از دانش در جامعه که آن را در دورهٔ دانشجویی خوانده‌بود، به عنوان عاملی اساسی در نحوهٔ اندیشیدن خود دربارهٔ نحوه «مدیریت پروژهٔ ویکیپیدیا» یاد کرده است. هایک استدلال کرد که اطلاعات نامتمرکز است به این معنا که هر فرد تنها بخش کوچکی از آنچه به طور جمعی شناخته شده را می‌داند و در نتیجه، بهترین تصمیمات توسط کسانی گرفته می‌شوند که دانش محلی دارند نه توسط یک قدرت مرکزی.